# Diana Karina Barreras Samaniego
Diana Karina Barreras Samaniego (Hermosillo, Sonora, 21 de noviembre de 1982) es una política mexicana, integrante del Partido del Trabajo desde 2021 y anteriormente del Partido Acción Nacional, entre 2009 y 2017. Es diputada federal para el periodo de 2024 a 2027 por el Distrito 3 de Sonora.

## Biografía
Es licenciada en Derecho egresada de la Universidad de Sonora (UNISON) y es pasante de la maestría en Derecho Constitucional y Derechos Humanos por la Universidad Panamericana, tiene estudios de diplomado en Proceso Penal Acusatorio. Es cónyuge de Sergio Gutiérrez Luna, diputado federal desde 2018. De 2000 a 2003 ejerció su profesión en el Despacho de Abogados Lic. Florencia Jaramillo y de 2003 a 2005 en el Despacho de Abogados Alejandro Jiménez y Asociados.
De 2005 a 2012 fue analista en el área de Ejecutorias del Servicio de Administración Tributaria (SAT) de la Secretaría de Hacienda y Crédito Público (SHCP), en 2012 fue coordinadora de Jueces Calificadores de Hermosillo, de 2012 a 2013 coordinadora de Administración en el Tribunal Estatal Electoral de Sonora, y de 2014 a 2015 fue coordinadora de Administración en el Tribunal Estatal Electoral de Sonora.
En las elecciones de 2015 fue candidata del PAN a regidora del ayuntamiento de Hermosillo en la planilla que encabezaba el candidato Damián Zepeda Vidales, no lograron la victoria pero resultó elegida regidora por representación proporcional ejerciendo el cargo de 2015 a 2018. Durante este cargo, en 2017, dejó su militancia en el PAN tras votar a favor de la concesión del alumbrado público de Hermosillo propuesto por el ayuntamiento del PRI en contra de la indicación de su entonces partido. De 2018 a 2019 fue directora de Control Administrativo en el Órgano Interno de Control del Instituto Nacional Electoral (INE).
De 2019 a 2020 fue directora de Prevención de Violencia contra la Mujer del Secretariado Ejecutivo del Sistema Nacional de Seguridad Pública (SNSP) siendo secretario de Seguridad Ciudadana Alfonso Durazo Montaño. En las elecciones estatales de 2021 se unió al PT que la postuló como candidata a diputada por el principio de representación proporcional, siendo elegida por esta vía para la LXIII Legislatura del Congreso del Estado de Sonora de 2021 a 2024; en ella fue presidenta de la Mesa Directiva; presidenta de la comisión de Justicia y Derechos Humanos; secretaria de las comisiones de Fiscalización; de Derechos de la Niñez, la Adolescencia y la Juventud; ; especial del Río Sonora; y, de Anticorrupción.
En las elecciones federales de 2024 fue postulada candidata de la coalición Sigamos Haciendo Historia a diputada federal por el Distrito 3 de Sonora; resultó elegida a la LXVI Legislatura al recibir el 59.43% de los votos, frente al 28.51% de Jorge Armando Arce Armenta, candidato de la coalición Fuerza y Corazón por México. En la LXVI Legislatura de 2024 a 2027 es secretaria de las comisiones de Derechos de la Niñez y Adolescencia; y de Relaciones Exteriores; así como integrante de la comisión de Justicia.

## Controversias

### #DatoProtegido y acusaciones de censura
En 2024 acusó a la ciudadana Karla María Estrella de violencia política de género por una publicación realizada por ésta en su cuenta personal en la red social X, ante el Instituto Nacional Electoral, que sancionó a Estrella; en dicho mensaje Estrella sugería que Diana Karina Barreras había obtenido la candidatura por influencia de su esposo, Sergio Gutiérrez Luna. La ciudadana impugnó tal resolución ante el Tribunal Electoral del Poder Judicial de la Federación (TEPJF); el proyecto original de sentencia revocaba la sanción del INE por considerar como ejercicio legítimo de la libertad de expresión el comentario realizado, pero al ser votado por el pleno, resultó dividida la votación y el voto de calidad de la magistrada presidenta Mónica Aralí Soto Fregoso ratificó la condena por violencia política de género contra Karla María Estrella.
En consecuencia, sectores de la opinión pública señalaron a Diana Karina Barreras por censurar la libertad de expresión de una ciudadana, lo que ella negó y declaró que lo había hecho solo por defenderse de violencia política de género que invisibilizaba su carrera política, y afirmando que no necesitaba que esta ciudadana se disculpara públicamente. Sin embargo, la sentencia del tribunal obligó a Estrella al pago de una multa, ofrecer disculpas públicas por 30 días seguidos, la consulta de una bibliografía especializada sobre lenguaje no sexista y violencia contra las mujeres, la realización de un curso sobre género, la publicación de un extracto de la sentencia en su perfil de X y su inscripción durante 18 meses en el Registro Nacional de Personas Sancionadas; este hecho volvió a generar el rechazo de sectores de la opinión pública que denuncian censura, y como Estrella se vio obligada a publicar un extracto de la resolución judicial donde el nombre de Diana Karina Barreras se sustituía con el término «DATO PROTEGIDO», se viralizó volviéndose trending topic en X y otras redes sociales dicho término para apodar a Barreras y reclamarle su presunto ataque a la libertad de expresión.
Tras ello, Diana Karina Barreras rechazó nuevamente tener intención de censurar, y se dijo revictimizada y atacada por el hecho de defender los derechos de las mujeres, pero dispuesta a pagar el costo por hacerlo. El 17 de julio la presidenta de México, Claudia Sheinbaum Pardo, rechazó la setencia del Tribunal al considerar excesivo que se tuviera que disculpar públicamente durante 30 días; tras las muestras de rechazo, el 19 de julio Barreras hizo público que estaba solicitado al Tribunal reconsiderara la sanción al considerar que con la primera disculpa era suficiente.